# Rouy-le-Grand
Rouy-le-Grand is een gemeente in het Franse departement Somme (regio Hauts-de-France) en telt 109 inwoners (2009). De plaats maakt deel uit van het arrondissement Péronne.

## Geografie
De oppervlakte van Rouy-le-Grand bedraagt 3,8 km², de bevolkingsdichtheid is dus 28,7 inwoners per km².
De onderstaande kaart toont de ligging van Rouy-le-Grand met de belangrijkste infrastructuur en aangrenzende gemeenten.

## Demografie
Onderstaande figuur toont het verloop van het inwonertal (bron: INSEE-tellingen).